# Wharetiki House
Wharetiki House,  conocida como Glenfell House algún tiempo, fue una vivienda de madera de estilo eduardiano en Colombo Street, Christchurch en Nueva Zelanda. Construido en 1904 para el empresario y filántropo Matthew Barnett, resultó dañado en el terremoto de Christchurch de febrero de 2011 . Después de que la Autoridad de Recuperación del Terremoto de Canterbury ordenara la demolición del edificio patrimonial de Categoría II registrado por Heritage New Zealand, fue el primer desafío judicial de los poderes posteriores al terremoto de CERA. En julio de 2011, el Tribunal Superior falló a favor de la autoridad y el edificio fue demolido al día siguiente. Estuvo registrada por el Fideicomiso de Lugares Históricos de Nueva Zelanda como edificio patrimonial de Categoría II desde 25 de junio de 2004 con el número de registro 7551. 

## Historia
Matthew Frank Barnett (1859–1935) fue un exitoso corredor de apuestas de Christchurch que dirigió su negocio de apuestas con su amigo Peter Grant. 

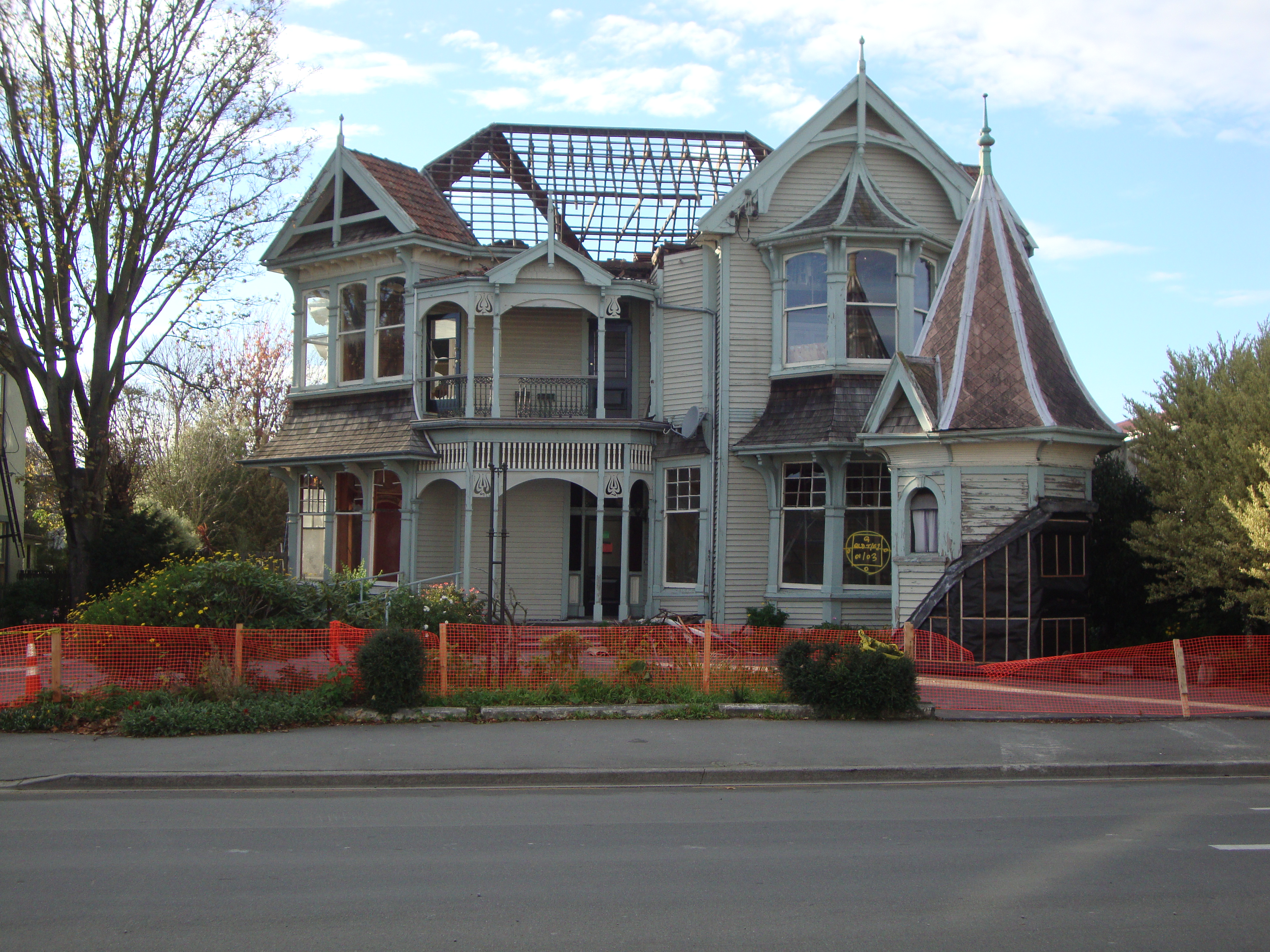
mayo de 2011

En julio de 1901, Barnett compró dos parcelas de terreno contiguas (Lote 3 y 4, Plan Depositado 1147) a Henry Layton Bowker. La propiedad era aproximadamente cuadrada y daba a las calles Colombo y Salisbury, una ubicación en el norte de Christchurch Central City. Según los registros en poder del departamento de tasación, la construcción de la casa comenzó en 1902. La casa fue construida en el Lote 3 de la propiedad (la sección norte), y el Lote 4, frente a Salisbury Street, tenía un garaje y una bolera. La construcción se completó en 1904 y  se conectó a los desagües de la ciudad en abril de 1904, pero hasta 1923 no tuvo electricidad. El agua provenía inicialmente de un pozo artesiano en la propiedad.
No se sabe con certeza quién fue el arquitecto, pero la evidencia apunta hacia Robert England (1863-1908). En ese momento, los libros de patrones arquitectónicos eran comunes, pero no se ha encontrado el diseño de Wharetiki. Inglaterra se  diseñaron casas de estilo similar, para el amigo y socio comercial de Barnett, Grant, quien alrededor de 1906 hizo construir Westhaven Eventide Home en 901 Colombo Street, es decir, en el vecindario inmediato.  Más cerca del estilo Art Nouveau que del estilo Arts and Craft de Wharetiki, sin embargo, tenía la misma torreta de estilo incorporada en el diseño.

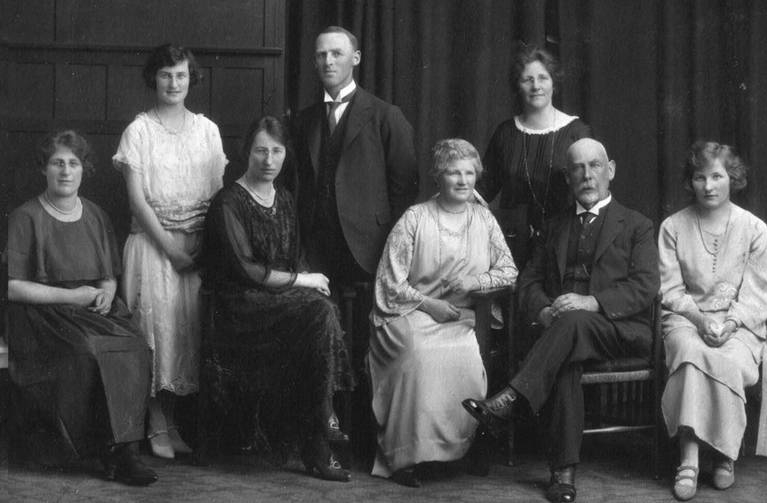
La familia Barnett – de pie desde la izquierda: Tui, Olly, Ethel – sentada desde la izquierda: Alice May (Topsy), Ivy, Mary (de soltera Whelan), Matthew, Kate

Esta fue una vivienda grande, con una superficie construida total de 408 metros cuadrados (4391,7 ft²), lo que hizo para una vida cómoda. y representativa de la riqueza de su dueño. Barnett estuvo casado con Mary (de soltera Whelan) y tuvieron seis hijos, nacidos entre 1889 y 1903. Tenían varios sirvientes y la hermana menor soltera de Mary Barnett, María (conocida como Polly), estaba a cargo de ellos.
El padre de Mary Barnett murió en 1908 y su madre Margaret, junto con su segundo hijo menor, Bill, se mudaron a Christchurch para vivir también en Wharetiki. Margaret Whelan vivió allí el resto de su vida y murió en Wharetiki en 1926. Mary Barnett se enfermó en 1930 y fue confinada a una silla de ruedas. Las escaleras traseras de la Casa Wharetiki fueron reemplazadas por un ascensor en esa etapa, para que ella pudiera moverse por la casa. Mary Barnett murió el 1 de marzo de 1931 en Wharetiki, a los 66 años. Matthew Barnett murió el 28 de enero de 1935, a los 75 años, también en Wharetiki. Fue enterrado junto a su esposa al día siguiente.

## Otros propietarios
Después de la muerte de Barnett, la casa fue heredada por tres miembros de su familia: su hermano Arthur, su hijo mayor Olly Barnett y la hermana de su esposa, Maria (Polly) Whelan. Inmediatamente contrataron al subastador HG Livinstone & Co para vender la propiedad y todos los muebles, con la fecha de subasta fijada para el 14 de mayo de 1935. Se vendió a la viuda Margaret Isabella Marshall, quien parece no haber vivido en el edificio. Ella volvió a vender la casa en 1942 a Ernest Archbold, quien a su vez vendió el edificio a Robert Heaton Livingstone al año siguiente.
Probablemente bajo la propiedad de Archbold, fue utilizada por las hermanas Glenfell (Jean, Reynolda y Ellen) como pensión para las alumnas de Christchurch Girls' High School, quienes en ese momento usaban un edificio más tarde conocido como Cranmer Center como su escuela. La conexión con la escuela de niñas duró cuatro años. Durante este tiempo la casa fue conocida como Glenfell House . De Livinstone, la propiedad pasó al Fideicomisario Público en 1957, quien la vendió a Staffordshire Finance Company en 1964. Es probable que en ese momento, la conexión de Glenfell con la casa terminó.
En 1973, Peter John Diver y David Stephen Diver se hicieron cargo y la vendieron a Sunset Properties, cuyo propietario, Merrett, fue hijo del propietario de Staffordshire Finance Company. Hubo un breve período en la década de 1980 cuando la casa funcionó como Grenville Guesthouse, pero el resto del tiempo fue una pensión.
En 1995, fue comprada por Chesterfield Preschools Ltd, que operaba un preescolar en la planta baja.

## Terremotos de 2010 y 2011
Sufrió algunos daños en el terremoto de Canterbury de 2010 y graves daños en el terremoto de Christchurch de febrero de 2011. Según el propietario, no sufrió más daños en el terremoto de Christchurch de junio de 2011. La Autoridad de Recuperación del Terremoto de Canterbury (CERA) evaluó el edificio varias veces y finalmente ordenó su demolición, con el edificio incluido en la lista de demolición a principios de abril. La orden de demolición fue impugnada por el propietario, quien llevó el caso al Tribunal Superior. Era la primera vez que el poder de CERA para ordenar la demolición de un edificio había sido impugnado en los tribunales. El juez Whata desestimó la impugnación el 20 de junio de 2011 y el edificio fue demolido al día siguiente.